# Cynotilapia afra
Cynotilapia afra är en fiskart som först beskrevs av Günther, 1894.  Cynotilapia afra ingår i släktet Cynotilapia och familjen Cichlidae. IUCN kategoriserar arten globalt som livskraftig. Inga underarter finns listade i Catalogue of Life.